# Inger Segelström
Inger Agneta Segelström, född 25 februari 1952 i Sundbyberg, är en svensk tidigare politiker (socialdemokrat). Segelström var ordinarie riksdagsledamot 1995–2004 (dessförinnan ersättare från 1994). I riksdagen var hon ordförande för EU-nämnden 2002–2004. Hon var EU-parlamentariker 2004–2009.

## Karriär
Inger Segelström har en examen i juridik[källa behövs] och har arbetat som miljösekreterare för kommunförbundet i Stockholms län. Hon var ordförande Socialdemokratiska kvinnoförbundet 1995–2003.
Segelström var ordinarie riksdagsledamot 1995–2004 (dessförinnan ersättare från 1994). I riksdagen var hon ordförande för EU-nämnden 2002–2004.
Hon har engagerat sig mot prostitution, trafficking, pornografi, våldsamma TV-program och datorspel som visar lättklädda kvinnor.[källa behövs]
Segelström var EU-parlamentariker 2004–2009. Hon var ledamot av utskottet för medborgerliga fri- och rättigheter samt rättsliga och inrikes frågor.